# سرگئی خارکف
سرگئی خارکف (به انگلیسی: Sergei Kharkov) زادهٔ ۱۷ نوامبر ۱۹۷۰ ژیمناست اهل روسیه است.